# Тополій Дол
Топо́лій Дол (болг. Тополи дол) — село в Пазарджицькій області Болгарії. Входить до складу общини Пазарджик.

## Населення
За даними перепису населення 2011 року у селі проживали 268 осіб, з них 257 осіб (98,1%) — болгари.
Розподіл населення за віком у 2011 році:
Динаміка населення: